# Bialik-Preis
Der Bialik-Preis für schöne Literatur und Wissenschaft des Judentums ist ein bedeutender Literaturpreis, der seit 1933 für Autoren auf dem Gebiet der Belletristik und der Wissenschaft des Judentums durch die Stadtverwaltung von Tel Aviv-Jaffa in gemeinsamer Entscheidung mit dem Stadtrat von Tel Aviv verliehen wird. In diesem Jahr beging der Dichter Chaim Nachman Bialik, für den der Preis als Geschenk und Ehrung geschaffen wurde, seinen 60. Geburtstag. Bialik hatte seit seiner Einwanderung nach Israel und Bau seines Hauses Tel Aviv als Ort seines Schaffens gewählt und beeinflusste in großem Maße dessen kulturelles Leben.

## Statuten des Preises
Ziel des Preises ist die Förderung des Schaffens von hebräischsprachigen Schriftstellern und Forschern, die im Staat Israel leben.
Die Preise werden verliehen an die Verfasser der hervorragendsten Werke, die in hebräischer Sprache in den letzten zwei Jahren gemäß jüdischem Kalender veröffentlicht wurden. Im Bereich der Belletristik werden drei Preise verliehen, einer davon für Kinderliteratur. Im Bereich der Wissenschaft des Judentums werden zwei Preise verliehen. Die Bekanntgabe der Preisträger soll nach Möglichkeit in einem feierlichen Akt in Nähe des Geburtstages von Chaim Nachman Bialik stattfinden.
Die Jury, die über jeden Preis zu beraten hat, ist befugt, den Preis nicht allein für ein einzelnes Buch, sondern ebenso für das Lebenswerk eines Schriftstellers oder Forschers zu verleihen. Der Preis kann innerhalb von zehn Jahren nicht zweimal an einen Autor verliehen werden. Der Preis wird nicht verliehen an Personen, die den Israel-Preis gewonnen haben. Gibt es nach Ansicht der Jury kein literarisches Werk, das den Bialik-Preis verdient, ist sie berechtigt, den Stadtrat um Vertagung der Preisverleihung in jenem Jahr zu ersuchen. Finden sich auch im Folgejahr keine preiswürdigen Bücher, erhält der Stadtrat die Vollmacht, das Preisgeld einer anderen literarischen Stiftung zu widmen, welche die hebräische Literatur und ihre Autoren unterstützt.
Das Preisgeld beträgt 18.000 Neue israelische Schekel (ca. 4.920,-- EUR), eine Summe, die von Zeit zu Zeit in Übereinstimmung mit dem Etat der Stadtverwaltung im entsprechenden Jahr aktualisiert wird.